# 山田珠露
山田珠露（1982年12月1日 - ）是日本的女性创作歌手。東京都练马区出身。毕业于東京都立西高等学校，早稲田大学第二文学部。山田珠露是本人给自己取的中文名字。“露”本身在日语里没有RU的发音，是根据中文发音的lu而定下的。
2006年，山田珠露以资生堂“MAQuillAGE”的广告曲《My Brand New Eden》，首次进入大众舞台。之后，她继续发售专辑，持续着现场演唱的活动，并同时担当了电视台和广播节目的音乐监督（BS-TBS《大泽隆夫 印加帝国 面临被隐藏的真相〜揭开马丘比丘最大的谜团〜》《巡礼者德先生 四国遍路八十八所 心之旅」》/NISSEY/johnsonville/丰田租车/月桂冠等）。近年，她在各个领域都有活动。她参与乐曲制作、提供、现场演唱活动，并作为演员登上了舞台和电视剧（NHK电视台10《圣女》），拓展了活动的范围。
山田珠露在2017年4月时放送的TV动画《末日时在做什么？有没有空？可以来拯救吗？》中，担任了其音乐的作词（英语）、作曲、歌唱。在12月上映的《全金属狂潮！加长版》中，她为其3部篇章各改写了结尾曲。在2018年4月开始放送的动画《全金属狂潮 Invisible Victory》中负责了主题曲，并在5月9日发售了主題歌集《Operation Able》。
2018年10月24日发行首张精选曲专辑《山田珠露 ALL-TIME BEST とっくに愛してる》。

## 人物
- 从小受父母影响，听着西洋音乐（其中主要是爵士或乡村）长大。
- 高中时开始学习木吉他，并自己创作歌曲。2000年，她在高三时参加了音乐比赛并胜出，且自己制作并发表了两张专辑。
- 之后进入了早稻田大学学习。在文学部学习的同时对影像也产生了兴趣。报名了2003年度第16回ACC学生CM比赛，获得了广播CM部门的铜奖。
- 大学毕业后在品川的原美术馆就职，做了接待的工作。出道初期就退职后，2007年6月1日在原美术馆进行了特别演出。
- 因为早上用闹钟起不了床，自己发明了「传骨式手机起床法」（把有震动功能的手机连在身上，利用振动起床）。当初把线连在了头上，但考虑到头痛和头骨的形状、之后把线连在了锁骨上。
- 兴趣是体育（慢跑）、瑜伽，以及参观神社佛寺圣堂。
- 座右铭是“温故知新”。

## 简历
- 2000年，发表了自己制作的两张专辑。。
- 2004年，再次开始独立音乐活动。独立音乐时期，唱片公司的员工观看了她的现场演出，这成为了她出道的契机。
- 2005年8月21日，资生堂『MAQuillAGE』的CM中，使用了出道曲「My Brand New Eden」」的开头部分。随着此曲开始被人知晓，她也受到了众人的注目。
- 2006年4月5日，单曲「My Brand New Eden」由BMG JAPAN发表，由此出道。在oricon初次登场就拿下第十五位。5月20日，参加了日本电视台的『音乐战士 MUSIC FIGHTER』，这是她的第一次电视演出。
- 2006年10月，作为歌手参加了由鮎川誠率领的乐队THE AURIS (SUPER) BAND。
- 2006年12月6日，发表了首张迷你专辑『回廊』。
- 2007年2月10日，「言语的秘密生活」作为同名电影的印象曲，以电影院贩卖和数字发行的方式，进行限定发售。2月16日，日本电视台的『ラジかるッ（广播文化）』第一次特辑中，本人也在此出演。
- 2007年11月7日，发表了首张大专辑『start』。
- 2008年5月23日，在涉谷CLUB QUATTRO举行了第一次个人现场演唱会『LIVE2008 start&standard』。
- 2010年6月，发表了第一张翻唱专辑「Discover vol Ⅰ」。
- 2010年11月，将艺名改为「タマル（TAMARU）」。发售了第二张翻唱专辑「Discover vol Ⅱ」。
- 2011年，数字音乐单曲「観覧車」
- 2012年，数字音乐单曲「The Water is Wide～Original Japanese Lyrics～」。
- 2012年10月～，以BS-TBS「徳さんのお遍路さん 四国八十八カ所 心の旅光（巡礼者和夫 四国八十八地 心之旅）」主题曲「OHENRO-SAN（巡礼者遍路先生）」、「どんどんどこまでも（到哪儿都不停歇）」为开始，担任了节目的音乐主编。（作詞作曲）
- 2012年11月21日，发表了数字单曲「OHENRO-SAN（巡礼者遍路先生）」、「どんどんどこまでも（到哪儿都不停歇）」。
- 2013年7月，舞台剧 テトラクロマット（四色视者剧团）「銀河廃線　あの夜、僕は汽車から降りた。（银河废线　那个夜晚，我从列车上出来了。）」的音乐制作人。
- 2014年12月、舞台剧 テトラクロマット（四色视者剧团）「花の下にて（在花下）」的音乐制作人。
- 2014年，出演了NHK电视台10的电视剧《圣女》。
- 2017年4月时放送的TV动画《末日时在做什么？有没有空？可以来拯救吗？》中，担任了其音乐的作词（英语）、作曲、歌唱。
- 2017年5月，新菱冷热工业的广告曲「風のうた」中担任作曲和歌唱。
- 2017年12月上映的《全金属狂潮！加长版》中，为其3部篇章各改写了结尾曲。
- 2018年4月开始放送的动画《全金属狂潮 Invisible Victory》中，负责了主题曲。
- 2018年，5月9日发售了主題歌集《Operation Able》。

## 录音作品目录
详情请参照各作品的项目。

### 单曲
1. My Brand New Eden（2006年4月5日）
2. 秘密の静寂（秘密的静寂）（2006年9月20日）
3. Love you ROSE（2007年8月22日）

限定盘
- 言语的秘密生活（2007年2月10日）
  - 电影『言语的秘密生活』公开电影院发行・数字发行的限定贩卖

限定发售单曲
- A Beautiful Day（2007年3月17日）

### 专辑

#### 主要
迷你专辑
1. 回廊（2006年12月6日）

大专辑
1. start（2007年11月7日）

#### 独立音乐
迷你专辑
1. にはち(十六)（2000年）
2. Nothing but;（2000年）
3. WARP（2005年3月2日）
4. 恋の景色（恋爱的景色）（2006年2月8日）

### 参加作品
- FLat 7『lost in blue』（2005年8月3日）
  - 「pieces」「one day, one sight」「much water flows under the bridge」：歌手・音乐制作参与
- 林有三&salon'68『或るヴァカンス（某次度假）』（2005年9月7日）
  - 「いいわけ（借口）」：参与其歌手
- THE AURIS (SUPER) BAND『MY WAY』（2006年12月20日）
- V.A.『女子力UP!自分力UP!大人力UP!の女子コンピ! L25（女子力UP!自分力UP!大人力UP!的女子选集! L25）』（2007年4月4日）
  - 「My Brand New Eden」：乐曲收录
- CRYPTO ROOM『コスメティック・ハウス（Cosmetic House）』（2009年3月4日）
  - 参与「マイピュアレディ(我的单纯小姐)」「君は薔薇より美しい（你比蔷薇更美）」的演唱

## 出演

### CM
- YEBISU『YEBISU <THE HOP>』「GREEN BENCH篇」（2007年4月4日 - 6月）
  - 与朋友兼歌手・坂本美雨共同出演